# Ranzevelle
Ranzevelle é uma comuna francesa na região administrativa de Borgonha-Franco-Condado, no departamento de Alto Sona. Estende-se por uma área de 2,38 km². Em 2010 a comuna tinha 16 habitantes (densidade: 6,7 hab./km²).